# Ortobicupolă pătrată
În geometrie ortobicupola pătrată este un poliedru convex construit prin unirea a două cupole pătrate (J4) prin bazele lor octogonale astfel încât fețele adiacente ale celor două cupole sunt de același tip. Este a doua din șirul infinit de bicupole. Este poliedrul Johnson J28. O rotire de 45° a uneia dintre cele două cupole înainte de unire produce girobicupola pătrată (J29). Având 18 de fețe, este un octadecaedru. Nu este tranzitivă pe vârfuri.
Ortobicupola pătrată poate fi alungită prin inserarea unei prisme octogonale între cele două cupole ale sale pentru a produce un rombicuboctaedru, respectiv prin îndepărtarea unei prisme hexagonale neregulate se obține o bipiramidă pătrată alungită (J15), care ea însăși este doar un tip de octaedru neregulat.
Poate fi construită dintr-un bisfenocingulum (J90) prin înlocuirea benzii de triunghiuri de sus și de jos cu o bandă de dreptunghiuri, în timp ce se păstrază două sfenocoroane (J86) opuse.

## Mărimi asociate
Coordonatele celor opt vârfuri de pe ecuator pentru latura a o unitate sunt:
{\displaystyle \left(\pm {\frac {1}{2}}(1+{\sqrt {2}}),\pm {\frac {1}{2}},0\right),\left(\pm {\frac {1}{2}},\pm {\frac {1}{2}}(1+{\sqrt {2}}),0\right),}
iar a celorlalte opt vârfuri sunt:
{\displaystyle \left(\pm {\frac {1}{\sqrt {2}}},0,\pm {\frac {1}{\sqrt {2}}}\right),\left(0,\pm {\frac {1}{\sqrt {2}}},\pm {\frac {1}{\sqrt {2}}}\right).}
Formulele pentru arie A și volum V sunt stabilite pentru lungimea laturilor tuturor poligoanelor (care sunt regulate) a:
{\displaystyle A=2(5+{\sqrt {3}})\,a^{2}\approx 13,464101\,a^{2}}
{\displaystyle V=2\left(1+{\frac {2{\sqrt {2}}}{3}}\right)a^{3}\approx 3,885618\,a^{3}}

## Poliedre și faguri înrudiți
Ortobicupola pătrată formează faguri în care spațiul este umplut și cu tetraedre; cu cuburi și cuboctaedre; cu tetraedre și cuburi; cu piramide pătrate, tetraedre și diverse combinații de cuburi, piramide pătrate alungite și/sau bipiramide pătrate alungite.